# Joris Ivens
Joris Ivens, pseudonimo di George Henri Anton Ivens (Nimega, 18 novembre 1898 – Parigi, 28 giugno 1989), è stato un regista, sceneggiatore, montatore, direttore della fotografia, produttore e attore olandese, ritenuto uno dei più grandi documentaristi del XX secolo.
(Henri Langlois, 1957)

## Biografia
Le notizie sulla biografia del regista sono attinte da Joris Ivens-Robert Destangue, Joris Ivens ou la memoire d'un regard, Editions BFB, Parigi, 1982.

### Infanzia e studi
Nasce a Nimega, in una famiglia cattolica benestante, secondo di cinque fratelli (tre maschi e due femmine), e trascorre in questa città i suoi primi diciott'anni.
Il padre, Cornelius Adrianus Petrus, è figlio di un fotografo ed è proprietario di un negozio di apparecchi e prodotti fotografici: successivamente amplierà l'attività commerciale creando una società di distribuzione di prodotti ottici e fotografici, la CAPI. Accanto al negozio in via Van Berchen al n.17 acquisterà la casa di abitazione al n.19. 
A 13 anni il piccolo Joris è incuriosito da una cinepresa Pathé che osserva da diversi mesi nel negozio del padre e esprime il desiderio di provare ad usarla. Con i familiari gira un breve film muto in bianco e nero, in tutto cinque minuti, una storia di indiani, De wigwam (1912). 
Il regista così ne parla nelle sue memorie:
(Joris Ivens-Robert Destangue, Joris Ivens ou la memoire d'un regard, p.29)
Avendo il fratello primogenito Wim scelto di studiare medicina, Joris è destinato a succedere al padre nella attività commerciale. Le tappe della sua formazione consistono in due anni di studi commerciali a Rotterdam alla "Scuola Superiore di Economia" e un perfezionamento successivo in Germania. Ottiene un diploma con specializzazione in fotochimica al Politecnico di Charlottenburg presso Berlino, trascorre un periodo di praticantato professionale presso le fabbriche Ica col professor Goldman, presso la Ernemann di Dresda e presso la Zeiss di Jena, dal 1923 al 1925. A Dresda conosce il professor Emanuel Goldberg, inventore della Kinamo, una piccola cinepresa professionale, 35mm, robusta e precisa: con una camera di questo tipo qualche anno più tardi realizzerà i suoi primi film.

### Amsterdam e la Filmliga
Rientrato in Olanda, nel 1926 diventa direttore tecnico della Capi ad Amsterdam e risiede in via Kalverstraat. Apre un reparto dedicato al cinema. Con altri intellettuali fonda nel 1927 il primo cineclub olandese la Filmliga. La Filmliga fa conoscere film d'avanguardia che non sono proiettati nei cinema normali e ha un grande successo.

### Primi film d'avanguardia
Nasce in lui il desiderio di fare del cinema. I suoi primi film importanti sono Il ponte (De Brug) e Pioggia (Regen), frutto di due anni di riprese. Saranno considerati dalla critica dei capolavori del cinema lirico e formalista. Con queste due opere Ivens va a collocarsi nell'ambito dell'avanguardia e del cinema documentario d'autore. Dopo questi lavori sperimentali e astratti si cimenta con un film di fiction, uno dei rarissimi di questo genere da lui girati, Branding, da lui definito il suo primo film d'amore.

### Documentari olandesi
Successivamente per conto del Sindacato olandese dei lavoratori edili realizzerà una serie di documentari sulle grandi opere di bonifica che l'Olanda sta intraprendendo per costruire grandi dighe sull'Atlantico. fra il 1931 e il 1933 elabora la prima versione Zuiderzee a cui seguirà nel 1934 la seconda versione sonorizzata e intitolata Nieuwe Gronden, integrata con immagini di cinegiornali sulla crisi economica mondiale del 1929.. Più tardi riceve l'incarico anche per altri due film: Philips Radio (1931) Symphonie industrielle, un documentario sulla fabbrica della Phillips e Creosoot (1932) sul trattamento del legno.

### Documentari di impegno sociale
Nel 1930 fa il suo primo viaggio in Unione Sovietica, invitato da Pudovkin, a nome dell'Unione dei registi cinematografici sovietici, a presentare a Mosca i suoi film. Farà un secondo viaggio due anni dopo per realizzare un film per lo studio Meshrapom. Komsomol o Pesn o geroyakh o Komsomol: le chant des héros, Il canto degli eroi. Ritornato in Europa, nel 1933, in Belgio, insieme a Henri Storck gira Borinage, un documentario realizzato nell'omonima regione sul grande sciopero indetto dai minatori nel 1932 e sulle loro condizioni di vita.

### Negli USA
Dal 1936 al 1945 Ivens vive negli Stati Uniti dove realizza film di propaganda anti-fascista, come Terra di Spagna (The Spanish Earth), su sceneggiatura di John Dos Passos e Ernest Hemingway e con voce narrante di Orson Welles (oltre che dello stesso Hemingway e di Jean Renoir). Alle prime avvisaglie del maccartismo lascia gli Stati Uniti. Dopo che gli viene confiscato il passaporto olandese, Ivens vive nell'Europa dell'Est.

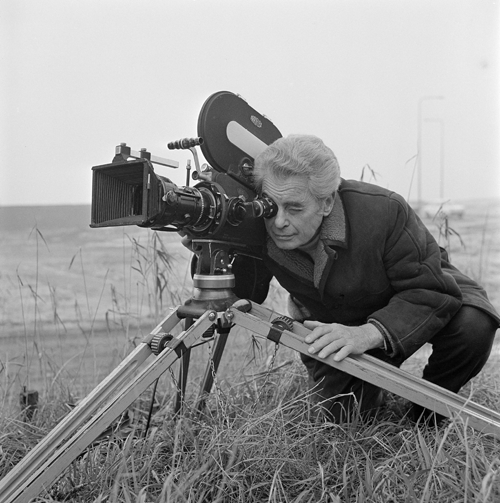
Ivens nel 1971.

### Anni sessanta
Tra il 1959 e il 1960 realizza L'Italia non è un paese povero, film sul metano in Italia. Nella seconda metà degli anni sessanta filma la vita quotidiana dei vietnamiti durante la guerra (Le 17e parallèle: La guerre du peuple) e partecipa nell'opera collettiva Lontano dal Vietnam (Loin du Vietnam).

### Anni settanta
Dal 1971 al 1977 realizza Come Yukong spostò le montagne, un documentario di 763 minuti sulla Cina in dodici episodi, che vengono mandati in onda integralmente sulla RAI Radiotelevisione Italiana. Ivens viene chiamato a seguire personalmente la traduzione e il doppiaggio del commento sonoro.

### La morte
Nel 1988 completa il suo ultimo film, Io e il vento (Une historie de vent) e riceve il Leone d'oro alla carriera alla Mostra del cinema di Venezia. Nominato cavaliere dal governo olandese nel 1989, muore il 28 giugno dello stesso anno.

## Filmografia
Per la filmografia la fonte è il libro di Virgilio Tosi, Joris Ivens. Cinema e utopia, Bulzoni, Roma, 2002.

### Film perduti o incompleti
- De Wigwam, Olanda (1911) - De Brandende Straal o La flèche ardente ("La freccia infuocata"), 5 minuti.
- Filmezperimenten, Olanda (1927-28) - perduti o non completati.
- Études des mouvements, Olanda (1928) o Studies in Movement, bianco/nero-muto- 4 minuti, 35 mm, perduto.
- Ik-film, Olanda (1929) - filmato totalmente in soggettiva sul tema dell'occhio umano - 4 minuti-35mm- perduto
- Schaatsenrijden, Olanda (1929) ("I pattinatori") - muto-b/n - 8 minuti - 35 mm - perduto.
- Arm Drenthe, Olanda (1929) - muto-b/n - 15 minuti- 35mm, (Povero Drenthel) - perduto.
- (Tribune film) Breken en bouwen, Olanda (1930) - sul giornale del Partito Comunista Olandese - muto-b/n - 20' - 35mm - perduto.
- Jeugddag, Olanda (1930) - Gita dei giovani del sindacato ad Arnhem - perduto.
- Donogoo-Tonka, Olanda - perduto.
- VVVC Journaals (1930) - serie di cinegiornali 1930-1931 - perduti.
- New Frontiers (1940)[6]

### Film esistenti

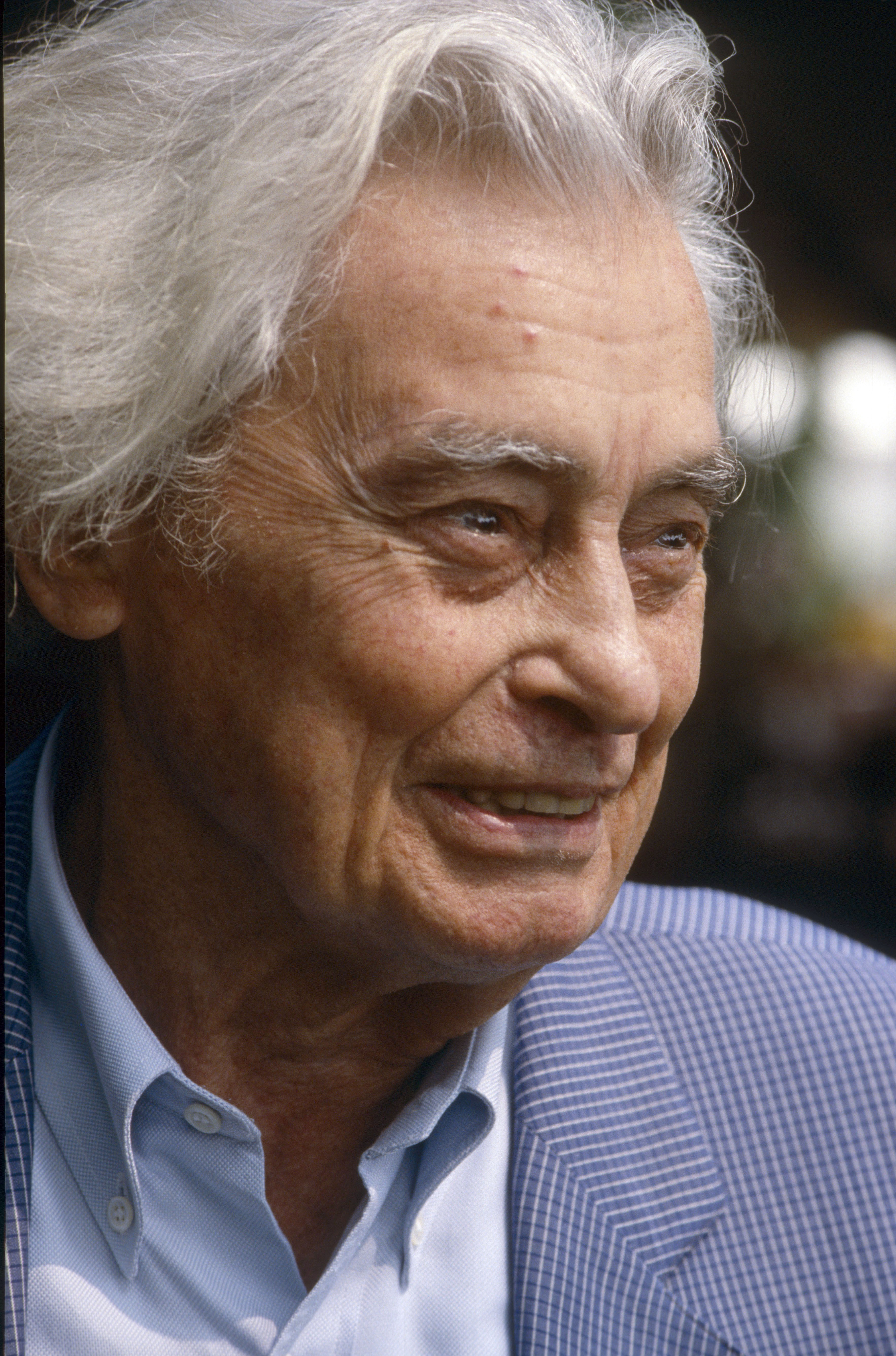
Ivens nel 1984.

- Il ponte, Amsterdam, (1928), De brug, 14 minuti
- Branding, Amsterdam, (1929), con Mannus Franken, Les Brisants, Frangenti/ Risacca/Mareggiata - 33 minuti - b/n - muto- 35 mm.
- Pioggia, Amsterdam, (1929, insieme con Mannus Franken, La pluie o Regen, 15 minuti - b/n - muto- 35 mm
- Heien Oanda (1929) - Piloni - immagini di lavori per la bonifica del terreno acquitrinoso intorno ad Amsterdam - Palificazione - b/n - muto- 35 mm
- Wij Bouwen (1929) Noi costruiamo - 11 rulli di documentario sui grandi cantieri olandesi - b/n - muto- 35 mm - 110 minuti da cui trarrà: Zuiderzee - Olanda (1930) b/n - 35 mm - 50 minuti -documentario muto sulla costruzione di una diga e lavori di prosciugamento della zona, e la versione sonora Nieuwe Gronden Amsterdam, (1933) - Nouvelle terre -30 minuti con commento scritto e letto dallo stesso Joris Ivens
- Philips Radio (1931) Symphonie industrielle, 0h36 - primo film sonoro - documentario sulla fabbrica della Philips
- Creosoot (1932)- volgarizzazione scientifica sul trattamento del legno - muto
- Komsomol o Pesn o geroyakh o Komsomol: le chant des héros, Il canto degli eroi, 50 minuti, costruzione di un altoforno da parte della organizzazione giovanile del partito comunista russo - primo film sonoro -
- Borinage (1934, con Henri Storck) Misère au Borinage - 34 minuti - 3 edizioni: prima versione muta, seconda versione russa muta, terza versione sonora 1960.
- Terra di Spagna, USA 1937(The Spanish Earth) o Terre d'Espagne 52 minuti
- I 400 milioni USA 1938, con John Fernhout Les 400 millions o The 400 Million 0h54-
- L'energia e la terra USA (1940) L’électrification et la terre o Power and the Land 0h37-elettrificazione della pianura
- Il nostro fronte russo USA 1941, con Lewis Milestone) Our Russian Front
- Oil for Aladdin's Lamp USA 1942
- Action Stations! Canada (1943) - Ai posti di combattimento
- Know Your Enemy: Japan USA (1943-1944) - Riconosci il tuo nemico: Giappone - con Frank Capra
- L'Indonesia chiama Australia (1946) (Indonesia Calling) 0h22
- Pierwsze lata, I primi anni, Cecoslovacchia-Polonia-Bulgaria (1949)
- Pokoj zwyciezy swiat La pace vincerà la guerra, Polonia 1950-51- Congresso Mondiale dei Partigiani per la Pace
- L'amicizia vincerà, Freundschaft Siegt Mosca-Berlino 1952, con Ivan Aleksandrovič Pyr'ev e Günter Reisch - documentario sul Festival Mondiale della Gioventù
- Wyscig pokuju Warszawa-Berlin-Praha Polonia-RDT 1952 Peace Tour, La corsa della pace Varsavia-Berlino-Praga
- Das Lied der Ströme Berlino 1954, Il canto dei fiumi con Joop Huisken, Robert Ménégoz, Ruy Santos
- Mein Kind Berlino, 1955, con Alfons Machalz e Vladimir Pozner
- Le diavolerie di Till (Les Aventures de Till L'Espiègle), co-regia di Gérard Philipe (1956)
- La rosa dei venti, Die Windrose, Berlino 1956, con Yannick Bellon, Alberto Cavalcanti, Sergey Gerasimov, Gillo Pontecorvo e Alex Viany)
- La Seine a rencontré Paris Parigi (1957) 0h32.
- Lettres de Chine Pechino (1958), conosciuto anche come Before Spring
- Six Hundred Million With You Pechino (1958)
- L'Italia non è un paese povero, Roma 1960, con Paolo e Vittorio Taviani)
- Demain à Nanguila Mali (1960)
- Carnet de viaje Cuba (1961)
- Pueblo armado Cuba (1961)
- ...À Valparaíso Cile-Francia (1963) 0h26.
- Le Petit Chapiteau Cile-Francia (1963)
- Le train de la victoire Cile (1964)
- Pour le Mistral Francia (1965) 0h30
- Le ciel, la Terre Vietnam-Francia (1966)
- Rotterdam Europoort Olanda (1966) 0h20
- Lontano dal Vietnam (Loin du Vietnam, Parigi 1967, con William Klein, Claude Lelouch, Agnès Varda, Jean-Luc Godard, Chris Marker, Alain Resnais)
- Diciassettesimo parallelo (Le 17e parallèle: La guerre du peuple, Vietnam-Francia 1968, con Marceline Loridan Ivens) 1h53
- Il popolo e i suoi fucili (Le Peuple et ses Fusils, 1968, con Jean-Pierre Sergent)
- Rencontre avec le President Ho Chi Minh Vietnam-Francia (1970) 8 minuti
- Come Yukong spostò le montagne (Comment Yukong déplaça les montagnes, serie di 12 film con Marceline Loridan Ivens e Jean Bigiaoui):

1. La pharmacie N°3: Shanghai
2. Une femme, une famille
3. Le village de pêcheurs
4. Autour du pétrole
5. L'usine de générateurs
6. Une caserme
7. Impression d'une ville: Shanghai
8. Une histoire de ballon - Lycée nº31 Pékin
9. Le professeur Tsien
10. Un répétition à l'Opera di Pechino
11. Entraînement au cirque de Pékin
12. Les Artisans

- Les Kazaks - Minorité nationale - Sinkiang , Parigi 1977 con Marceline Loridan Ivens
- Les Ouigours - Minorité nationale - Sinkiang , Parigi 1977 con Marceline Loridan Ivens
- Io e il vento (Une histoire de vent, 1989) con Marceline Loridan Ivens

### Attore
- Jongens, jongens, wat een meid (1965, mediometraggio, regia di Pim de la Parra)
- Aah...Tamara (1965, cortometraggio, regia di Pim de la Parra)
- De wil voor de werkelijkheid (1984, mediometraggio, regia di Vincent Romein, Melle van Essen, Bernd Wouthuysen)
- Hâvre (1986, regia di Juliet Berto)

### Consulenze e collaborazioni
- I forzati della gloria (1945, regia di William A. Wellman)[7]
- Marc Chagall (1962)[8]

### Biografie
- Joris Ivens e Robert Destanque, Joris Ivens ou la mémoire d'un regard, Parigi, 1982.
- Hans Schoots, Joris Ivens. A Biography of Joris Ivens, Amsterdam, 2000.

ZALZMAN, Abraham, Joris Ivens - Cinéma d’aujourd`hui. Paris: Seghers, 1963

### Saggi
- Klaus Kreimer, Il cinema di Joris Ivens, Mazzotta, Milano 1977.
- Virgilio Tosi, Joris Ivens. Cinema e utopia, Bulzoni, Roma, 2002.
- Stefano Missio, Cercando «L'Italia non è un paese povero» in Il mio Paese di Daniele Vicari, Rizzoli, Milano, 2007, ISBN 9788817019279.
- Gaetano Capizzi, Marina Ganzerli, Alessandro Giorgio, Joris Ivens - Una storia di vento, Festival Cinemambiente, Torino, 2002.
- Silvano Cavatorta, Daniele Maggioni, Joris Ivens, Il Castoro Cinema n. 66, Editrice Il Castoro, 1979.
- John Holmstrom, The Moving Picture Boy: An International Encyclopaedia from 1895 to 1995, Norwich, Michael Russell, 1996, p. 12.
- SADOUL, Georges, Rencontres 1: chroniques et entretiens. Paris: Denoël, 1984.

### Dizionari e storie del cinema
- Fernaldo Di Gianmatteo, Dizionario Universale del Cinema, vol. I registi, Editori Riuniti, Roma 1984, pp. 774–775
- AA. VV., Dizionario dei registi del cinema mondiale, a cura di Gian Piero Brunetta, vol. II - G/O, Einaudi 2005. pp. 205–208, profilo di Vincent Pinel- ISBN 88-06-16515-1
- Gianni Rondolino, Manuale di storia del cinema, UTET, Torino 2010. pp. 261–262 ISBN 978-88-6008-299-2
- Georges Sadoul, Storia del cinema mondiale, Feltrinelli, Milano 1964.

### Cataloghi e mostre
- PASSEK, Jean-Loup, BRISBOIS, Jacqueline (Eds.), Joris Ivens, 50 ans de cinéma. Paris: Centre Georges Pompidou, 1979
- PEÑA, Richard, BERSHEN, Wanda, Cinema without borders: the films of Joris Ivens, Nijmegen, Holl. : European Foundation Joris Ivens, 2002
- Joris Ivens cinquant'anni di cinema, Catalogo del Comune di Modena, 13 gennaio - 4 febbraio 1979, Marsilio, Venezia